# Aksel Fredrik Airo

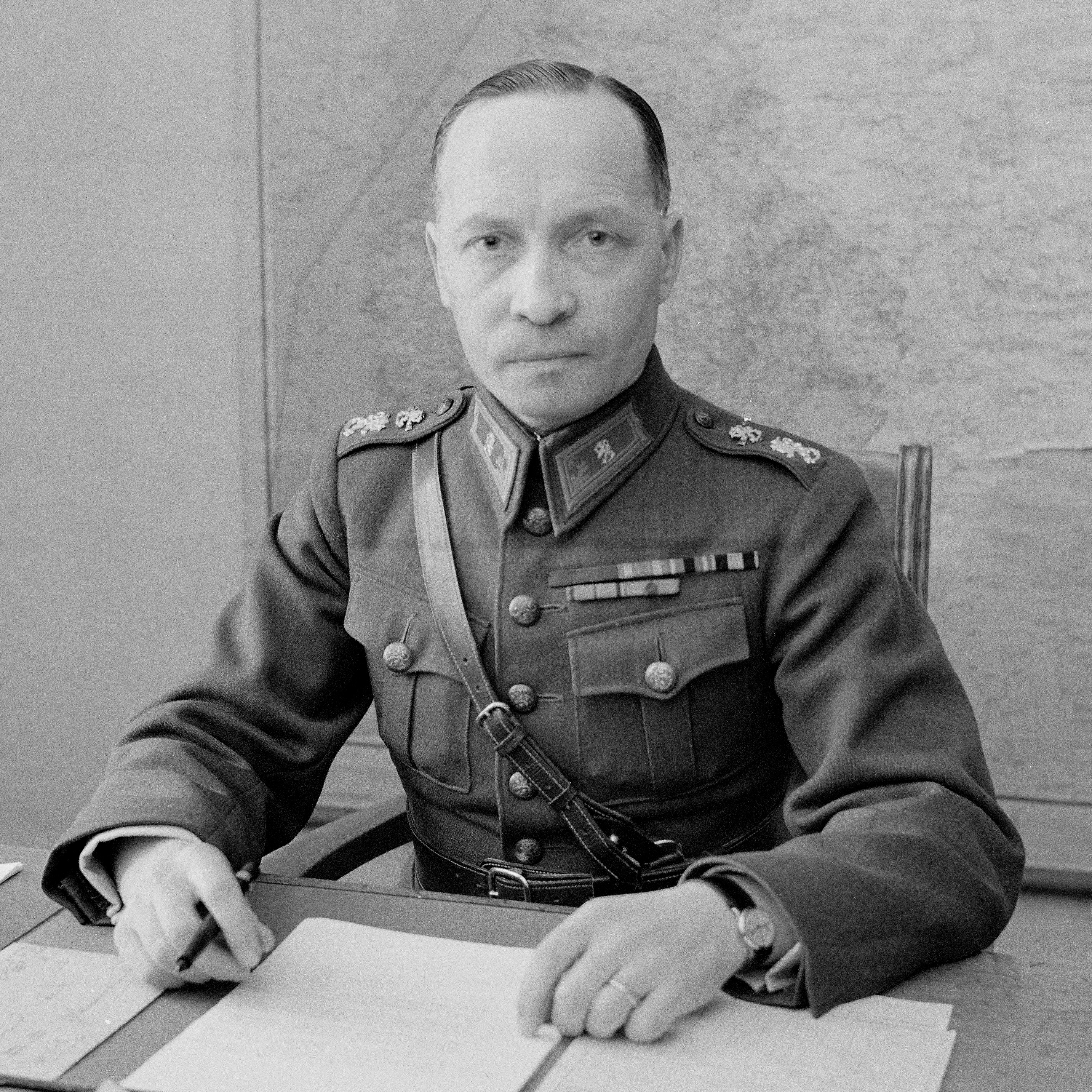
Aksel Fredrik Airo (1940)

Aksel Fredrik Airo (* 14. Februar 1898 in Turku; † 9. Mai 1985 in Heinola) war ein finnischer Generalleutnant des Heeres und Politiker der Nationalen Sammlungspartei (Kansallinen Kokoomus), der unter anderem zwischen 1944 und 1949 Chef des Generalstabes sowie von 1958 bis 1966 Mitglied des Reichstages war.

## Leben

### Militärische Ausbildung und Zeit bis zum Zweiten Weltkrieg
Aksel Fredrik Airo, Sohn von Otto Fredrik Airo und Amanda Vilhelmine Grönlund, legte 1917 sein Abitur (Ylioppilastutkinto Suomessa) ab und nahm am Finnischen Bürgerkrieg (27. Januar bis zum 5. Mai 1918) teil. Er begann 1918 als Fähnrich (Vänrikki) eine Offiziersausbildung an der Artillerieschule. Im Anschluss folgte zunächst eine Verwendung als Offizier im Feldartillerieregiment 1 (Kenttätykistörykmentti 1) sowie von 1918 bis 1920 im Feldartillerieregiment 2, wo er 1919 zum Leutnant (Luutnantti) befördert wurde. Danach war er zwischen 1920 und 1921 Absolvent der Militärschule Saint-Cyr (École spéciale militaire de Saint-Cyr) und wurde nach deren Abschluss zum Hauptmann (Kapteeni) befördert. Er blieb danach in Frankreich und absolvierte von 1921 bis 1923 noch die École supérieure de guerre, nach deren Abschluss er 1923 seine Beförderung zum Major (Majuri) erhielt.
Nach seiner Rückkehr war Airo Stabsoffizier und zuletzt seit Sommer 1925 Leiter der Operationssektion des Generalstabes. Er erhielt als solcher 1927 seine Beförderung zum Oberstleutnant (Everstiluutnantti) und befasste sich von 1928 bis 1930 mit dem Aufbau eines regionalen Verteidigungssystems, das insbesondere in Kriegszeiten zum Einsatz kommen sollte. Im Anschluss war er zwischen dem 8. Januar 1930 und dem 24. September 1931 Kommandeur des in der Karelischen Landenge stationierten Fahrradbataillons 2 (Polkupyöräpataljoona 2) sowie von 1931 bis 1933 erneut Leiter der Operationssektion des Generalstabes, ehe er vom 1. Juli 1933 bis zum 4. Dezember 1939 Leiter der Operationsabteilung des Generalstabes in Helsinki und damit enger Mitarbeiter des Vorsitzenden des Verteidigungsrates (Suomen puolustusneuvosto) Carl Gustaf Emil Mannerheim war. In dieser Funktion erfolgte am 6. Dezember 1933 seine Beförderung zum Oberst (Eversti) und er befasste sich auch in der Folgezeit weiter mit der Reorganisation der Armee.

### Zweiter Weltkrieg, Chef des Generalstabes und Mitglied des Reichstages
Während des Zweiten Weltkrieges war Aksel Fredrik Airo zwischen dem 4. Dezember 1939 und dem 7. Dezember 1944 Generalquartiermeister (Päämajoitusmestari) und wurde in dieser Verwendung am 26. Februar 1940 zum Generalmajor (Kenraalimajuri) befördert. Er war maßgeblich an der Durchführung des Sowjetisch-Finnischen Krieges (30. November 1939 bis zum 13. März 1940) beteiligt. Er war vom 16. Mai 1940 bis 7. Dezember 1944 in Personalunion zugleich stellvertretender Chef des Generalstabes und erhielt am 3. Juni 1942 seine Beförderung zum Generalleutnant (Kenraaliluutnantti). In seinen Verwendungen spielte er eine Schlüsselrolle bei Planung und Durchführung des Fortsetzungskrieges zwischen Finnland und der Sowjetunion (25. Juni 1941 bis 19. September 1944), der nach dem sowjetischen Sieg mit dem Waffenstillstand von Moskau am 19. September 1944 endete. Zuletzt war er zwischen dem 7. Dezember 1944 und dem 11. März 1949 Chef des Generalstabes und war in dieser Funktion maßgeblich für die Durchführung des Lapplandkrieges gegen die deutsche Wehrmacht (September 1944 bis April 1945) zuständig. 1949 schied danach aus dem aktiven Militärdienst aus. Für seine Verdienste wurde er unter anderem mit dem Mannerheim-Kreuz und dem Finnischen Orden der Weißen Rose ausgezeichnet.
Bei den Wahlen am 6. und 7. Juli 1958 wurde Airo für die Nationalen Sammlungspartei (Kansallinen Kokoomus) zum Mitglied des Reichstages gewählt und gehörte diesem nach seiner Wiederwahl bei den Wahlen am 4. und 5. Februar 1962 bis zu den Wahlen am 20. und 21. März 1966 an.
Aus seiner 1924 geschlossenen Ehe mit Aino Vilhelmiina Vuori gingen die Töchter Aila und Anja Airo hervor.

## Hintergrundliteratur
- Tauno Kuosa: A.F. Airo, legenda jo eläessään. Päämajoitusmestari kenraaliluutnantti A.F. Airo operaatioiden johtajana 1939–1945, Porvoo 1979, ISBN 951-0-09591-5
- Juhani Ruutu: A.F. Airo. Vahva vaikuttaja, Lahti 1987, ISBN 951-99869-7-9
- Martti Turtola: Aksel Fredrik Airo. Taipumaton kenraali, Otava 1997, ISBN 951-1-13835-9
- Päivi Tapola: Kirjeiden kirjoittajat. A. F. Airo, Erik Heinrichs, K. L. Oesch., K. A. Tapola, Harald Öhquist, Helsinki 2007, ISBN 978-951-31-4012-0